# Dầu xả

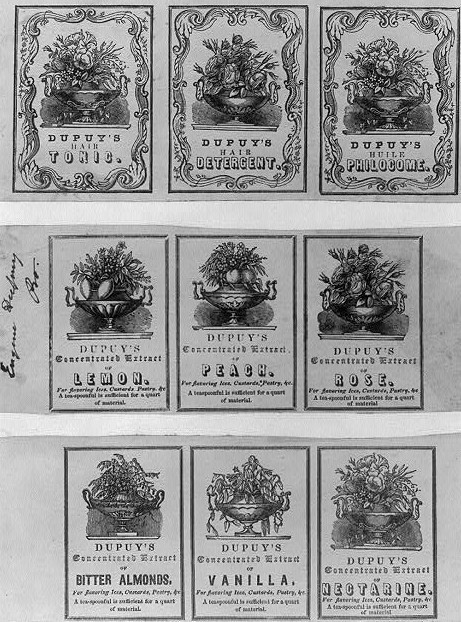
Quảng cáo thế kỷ 19 cho các sản phẩm chăm sóc tóc

Dầu xả là sản phẩm dưỡng tóc được sử dụng để cải thiện kết cấu, vẻ bề ngoài và độ óng mượt của tóc. Mục đích chính là giảm ma sát giữa các sợi tóc để cho phép chải mượt mà hơn, nếu không có thể gây tổn thương cho da đầu. Nhiều lợi ích khác thường được quảng cáo, chẳng hạn như phục hồi, tăng độ khỏe hoặc giảm chẻ ngọn.
Dầu xả có sẵn ở nhiều dạng như lỏng sệt, gel và kem cũng như dạng sữa dưỡng và xịt mỏng. Dầu xả thường được sử dụng sau khi tóc đã được gội sạch bằng dầu gội. Thoa dầu xả và vuốt đều trên tóc và có thể gội sạch một thời gian ngắn sau đó hoặc để nguyên.

## Lịch sử
Trong nhiều thế kỷ, dầu tự nhiên đã được sử dụng để dưỡng tóc người. Một loại dầu dưỡng phổ biến với nam giới vào cuối thời kỳ Victoria là dầu Macassar, nhưng sản phẩm này khá trơn và cần một lượng ít vải sợi nhỏ, được gọi là antimacassar, ghế bành và ghế sofa để giữ cho lớp vải bọc không bị dầu phá hỏng.

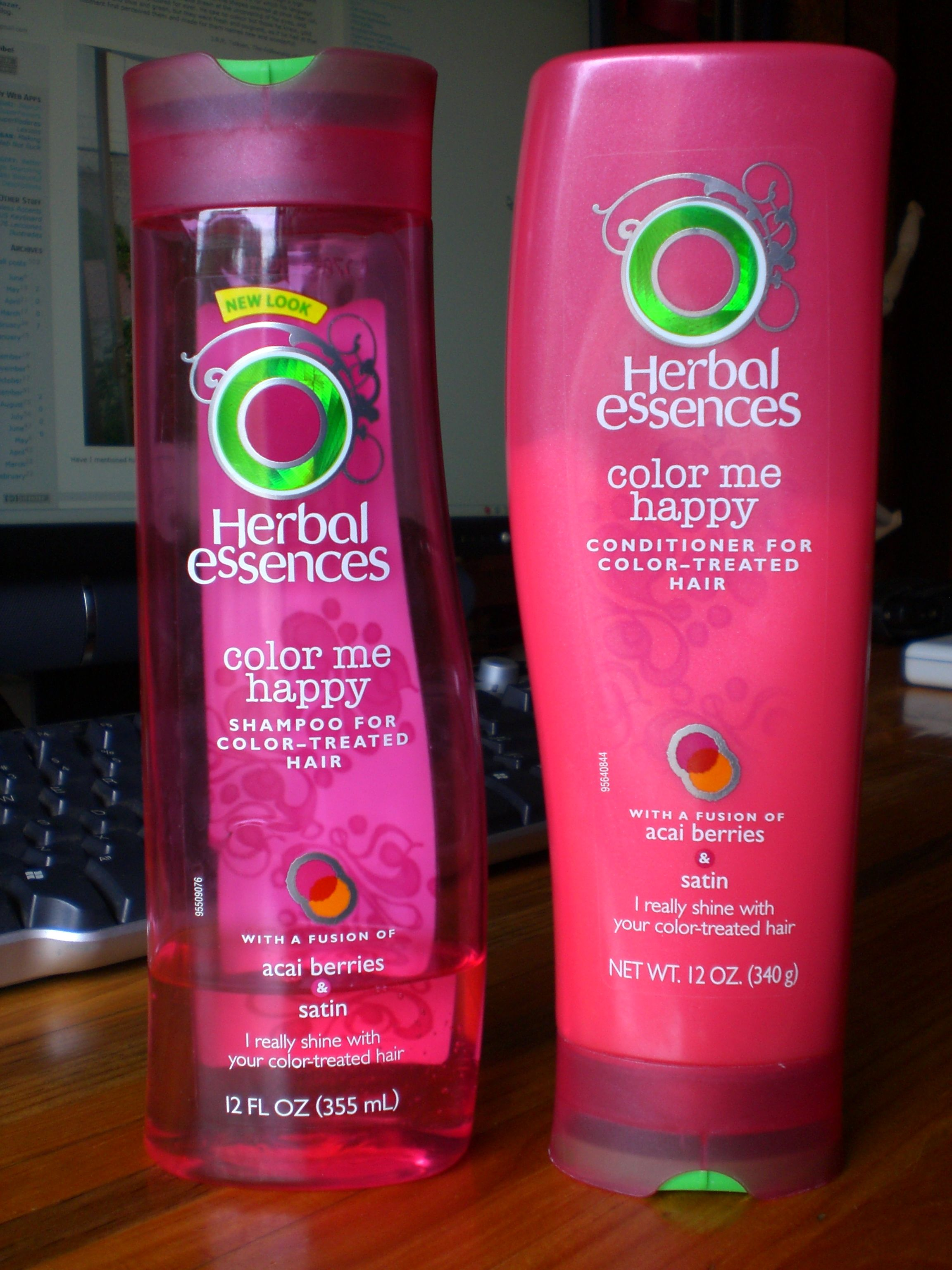
Một chai dầu xả hiện đại của Clairol (bên phải).

Dầu xả hiện đại được tạo ra vào cuối thế kỷ 20 khi nhà nước hoa Édouard Pinaud trình bày sản phẩm mà ông gọi là Brilliantine tại Triển lãm Universelle năm 1900 ở Paris. Sản phẩm của ông được dùng để làm mềm tóc nam giới, bao gồm râu và ria mép. Kể từ sự kiện phát minh ra sản phẩm khởi đầu của Pinaud, khoa học hiện đại đã nâng tầm ngành công nghiệp dầu xả tóc bao gồm các sản phẩm làm từ hợp chất silion, alcohol béo, amoni bậc bốn. Những sản phẩm hóa học này thừa hưởng lợi ích của dầu xả tóc mà không gây ra cảm thấy trơn hoặc nặng.

## Cơ chế hoạt động
Lớp ngoài cùng của nang tóc được gọi là lớp biểu bì và được cấu tạo phần lớn bằng keratin. Loại này rất giàu các nhóm cysteine có tính axit nhẹ. Khi gội sạch tóc, các nhóm này có thể khử độc tố, tạo ra điện tích âm cho tóc.
Các thành phần trong dầu xả, đặc biệt là amoni bậc bốn tích điện dương, chẳng hạn như Behentrimonium Chloride hoặc các polyme được gọi là Polyquaternium -XX, trong đó XX là một số tùy ý, sau đó có thể gắn vào tóc thông qua tương tác tĩnh điện. Sau khi gắn vào, các hợp chất này có một số hiệu ứng. Chuỗi hydrocarbon mạch dài của chúng giúp bôi trơn bề mặt từng nang tóc, giảm cảm giác thô ráp và hỗ trợ khi chải đầu. Lớp phủ bề mặt của các nhóm cation có nghĩa là tóc được tách ra khỏi nhau bằng tĩnh điện, làm giảm độ vón cục. Các hợp chất này cũng có thể hoạt động như chất chống tĩnh điện, giúp giảm xoăn.

## Phân loại
- Dầu xả gói nặng và dày, với hàm lượng lớn chất hoạt động bề mặt cation có khả năng liên kết với cấu trúc tóc và "kết dính" các lớp bề mặt tóc lại với nhau. Chúng thường được xoa lên tóc trong thời gian dài hơn. Các chất hoạt động bề mặt dựa trên chuỗi axit béo không vòng thẳng, dài tương tự như các axit béo bão hòa. Phân tử của chúng có xu hướng dễ dàng kết tinh để tạo thành cấu trúc dạng phiến, khiến dầu xả có độ nhớt cao hơn và chúng có xu hướng tạo thành các lớp dày hơn trên bề mặt tóc.
- Dầu xả khô mỏng hơn và hoạt động bề mặt khác nhau, được thêm chỉ một chết liệu nhẹ để tránh tóc nặng rủ xuống hoặc gây trơn nhớt. Chúng dựa trên các chuỗi axit béo không bão hòa, bị uốn cong, không thẳng. Hình dạng này giúp chúng ít bị kết tinh hơn, tạo nên hỗn hợp nhẹ hơn, ít nhớt hơn và đem đếm một lớp mỏng hơn đáng kể trên tóc. Phân biệt giữa dầu xả dạng gói và dạng khô tương tự nhau như có khác biệt giữa chất béo và dầu, loại sau ít nhớt hơn. Dầu xả khô được thiết kế để sử dụng tương tự như dầu dưỡng tóc, ngăn ngừa tóc rối và giữ tóc mềm mượt. Sử dụng loại này đặc biệt phổ biến đối với người có tóc xoăn hoặc xoăn tự nhiên.
- Dầu xả thông thường kết hợp một số khía cạnh của dầu xả gói và khô. Dầu xả thông thường thường được sử dụng trực tiếp sau khi dùng dầu gội đầu. Nhà sản xuất thường cho ra một loại dầu xả cho nhiều loại dầu gội khác nhau vì mục đích này.
- Dầu xã giữ nếp tóc, dựa trên polyme polyelectrolyte cation, giữ cho tóc vào nếp mong muốn. Chúng có chức năng và thành phần tương tự như gel vuốt tóc.
- Dầu xả làm sạch là một thể loại mới hơn, thường dựa trên sự kết hợp của chất hoạt động bề mặt lưỡng tính và cation có thể được sử dụng thay thế dầu gội đầu như một liệu pháp sơ chế trước khi gội cho tóc bị hư tổn hoặc rất xoăn.[6]

## Thành phần
Có một số loại thành phần dầu xả, khác nhau về thành phần và chức năng:
- Chất axit hóa, chất điều chỉnh độ axit duy trì độ pH của dầu xả ở khoảng 3,5. Khi tiếp xúc với môi trường axit, bề mặt có vảy của tóc sẽ thắt lại, do liên kết hydro giữa các phân tử keratin được tăng cường.[7]
- Chất chống tĩnh điện liên kết với tóc và làm giảm độ tĩnh điện, chúng có thể bao gồm các polyme cation như Polyquaternium-10 và Guar Hydroxypropyltrimonium Chloride
- Detanglers, làm thay đổi độ pH trên bề mặt tóc như chất axit hóa, hoặc bằng cách phủ nó bằng polyme, như chất làm bóng.
- Chất làm bóng, hóa chất phản chiếu ánh sáng bám vào bề mặt tóc. Thông thường là polyme, thường là silicon, ví dụ, Dimethicone hoặc Cyclopentasiloxane.
- Chất bôi trơn, chẳng hạn như rượu béo, Panthenol, Dimethicone, v.v.
- Kem dưỡng ẩm, có vai trò giữ độ ẩm cho tóc. Thông thường, chúng chứa tỷ lệ chất giữ ẩm cao. Chúng cũng có thể được pha chế từ dầu tự nhiên như dầu Prunus Amygdalus Dulcis (Hạnh nhân ngọt).[8]
- Dầu (EFAs - axit béo thiết yếu), có thể giúp tóc khô/xốp trở nên mềm và dẻo hơn. Da đầu tạo ra một loại dầu tự nhiên gọi là bã nhờn. EFAs là thứ gần nhất với bã nhờn tự nhiên (bã nhờn có chứa EFAs).
- Chất bảo quản giúp bảo vệ sản phẩm khỏi sự hư hỏng do vi sinh vật trong thời hạn sử dụng sản phẩm.
- Chất tái tạo, thường chứa protein thủy phân. Vai trò của chúng được cho là thâm nhập vào tóc và củng cố cấu trúc thông qua liên kết chéo polyme.
- Chất trình tự, để hoạt động tốt hơn trong nước cứng.
- Kem chống nắng, để bảo vệ chống lại sự phân hủy protein và mất màu. Hiện tại Benzophenone-4 và Ethylhexyl Methoxycinnamate là hai loại kem chống nắng được sử dụng phổ biến nhất trong các sản phẩm dành cho tóc. Cinnamidopyltrimonium Chloride và một số ít khác được sử dụng ở mức độ thấp hơn nhiều. Các loại kem chống nắng thông thường được sử dụng trên da hiếm khi được dùng trong các sản phẩm dành cho tóc do tác động của kết cấu và trọng lượng của chúng.
- Chất hoạt động bề mặt - khoảng 97% tóc bao gồm một loại protein gọi là keratin. Bề mặt của keratin chứa các amino acid tích điện âm. Do đó, dầu xả thường chứa các chất hoạt động bề mặt cation, chất này không bị trôi đi hoàn toàn, bởi vì phần tử ưa nước liên kết mạnh với keratin. Phần tử kỵ nước của các phân tử chất hoạt động bề mặt sau đó hoạt động như bề mặt tóc mới.[9] Ví dụ như Behentrimonium Chloride và Cetrimonium Chloride
- Chất bảo vệ nhiệt, thường là polyme hấp thụ nhiệt, bảo vệ tóc khỏi nhiệt độ quá cao, ví dụ như sấy tóc, máy uốn tóc hoặc lăn nóng.

### Độ pH
Dầu xả thường có tính axit, như các keratin của amino acid thêm vào proton có độ pH thấp. Các ion hydro cung cấp cho tóc một điện tích dương và tạo ra nhiều liên kết hydro hơn giữa các vảy sừng, tạo cho tóc một cấu trúc gọn gàng hơn. Các axit hữu cơ như axit xitric thường được sử dụng để duy trì tính axit.